# もってけ!セーラーふく
「もってけ!セーラーふく」は、テレビアニメ『らき☆すた』のオープニングテーマを収録したシングル。2007年5月23日にLantisから発売された。
同作品の表題曲「もってけ!セーラーふく」のリミックスシングル『もってけ!セーラーふくRe-Mix001 〜7 burning Remixers〜』『らき☆すたRe-Mix002 〜『ラキスタノキワミ、アッー』【してやんよ】〜』についても後述する。

## 概要
制作陣には畑亜貴、神前暁、nishi-kenの3人が起用された。なお、神前がランティスより発売しているシングルの表題曲を担当するのは本作が初めて（前年に『涼宮ハルヒの詰合』で作曲を担当しているものの、この作品はトリプルA面仕様で、厳密な表題曲が存在しない）。また、nishi-kenも、本作がランティスへの初提供作品となった。なお、2008年3月5日に発売された『ハマってサボっておーまいがっ!』も制作陣の組み合わせが本作と全く同じとなっている。
オリコン週間チャートでは初登場2位を記録。さらに2007年7月10日に、日本レコード協会より2007年6月度ゴールド認定作品（累計10万枚以上出荷）と発表され、その後も売り上げを重ねて、オリコン年間チャートでは40位にランクインした。レーベル元のランティスによれば、2008年2月時点で本作の出荷枚数は20万枚を突破している。オリコン週間チャートでは最終的に48回にわたってランクインして171,756枚を売り上げており、『らき☆すた』関連CDとしては断トツである。
本作のヒットの一因として、「第12回アニメーション神戸賞主題歌賞」に本作を選出したアニメーション神戸は、「この曲がブームとなった背景は楽曲の力だけではなく、角川書店と京都アニメーションの力によるところが非常に大きい。角川書店のプロデュース力と、京都アニメーションの制作力の高さ、そしてランティスの音楽制作力の3つが融合して生まれた楽曲である」と分析している。また、『らき☆すた』の音楽プロデューサー・斎藤滋は、「『らき☆すた』に関わった方全員の『遊び心』が良い形で爆発したんだと思います」と語っている。
本作がテレビアニメ版『らき☆すた』の関連CDとしては最も早く発売され、本作以降も6作がトップ10入りをするなどヒット作を生み出しているが、斎藤は「『もってけ!セーラーふく』と『かえして!ニーソックス』で、『らき☆すた』の音楽世界が固まったと言っても過言ではない」と語っている。

## 収録曲
1. もってけ!セーラーふく [4:14]
作詞：畑亜貴、作曲・編曲：神前暁
  - テレビアニメ『らき☆すた』オープニングテーマ。
2. かえして!ニーソックス [4:01]
作詞：畑亜貴、作曲・編曲：nishi-ken
3. もってけ!セーラーふく (off vocal)
4. かえして!ニーソックス (off vocal)

## 曲解説
もってけ!セーラーふく
初めに「ラップ調」「BPM150」「ありがちでない曲」とのオーダーがあり、神前がそれを基に曲を作り、仮歌として適当にスキャットを入れた状態のデモテープを畑に提出し、畑がそのリズムとイントネーションを汲みつつ改良するという手順で制作された。実際の歌入れはアニメ本編のアフレコに先駆けて行われた為、各キャスト陣はこの曲で初めてそれぞれのキャラクターを演じて歌う事となった。
作曲に際しては、当初のオーダー通りできず、試行錯誤の結果4曲が没になったあとにできたのがこの曲となった。作曲のベースになっている物は、ファンク的な要素にテクノの手法を掛け合わせ、サビの部分でブリティッシュ・ロックを取り入れた楽曲となっている。使用したメインのシンセサイザーは、YAMAHA EOS YS200、YAMAHA EOS B200、Roland D-50を取り入れている。
なお、この楽曲について斎藤は、「曲も凄いし、歌詞も壮絶」「奇跡の1曲」と絶賛しており、神前自身も「（ありがちでない曲とのオーダーに応える）どこにもない、聴いたことのない曲ができた」と語っている。
チアダンス風の振り付けが存在し、アニメのオープニング映像ではダンスはサビ部分のみだったが、最終話にてそのダンスがこなた達の学園祭における出し物である事が判明し、フルバージョンが披露された。このチアダンスは、その後2009年3月に行われた『らき☆すたin武道館』にて出演声優陣によって再現されている。なお、このフルバージョンでは、TVサイズではカットされた間奏パートのみにTB-303がフィーチャーされているなど、サウンドプロダクション面でもマニアックな試みが盛り込まれている事が聴きとれる。
かえして!ニーソックス
斎藤曰く「タイトル勝負」の、パンク調の楽曲。なお、タイトルの名付け親は『らき☆すた』のアニメーションプロデューサーである大橋永晴である。また、この曲のカバーバージョンが、OVERDRIVEのアダルトゲーム『キラ☆キラ』の主題歌シングルのc/wとして収録されており、『キラ☆キラ』の制作に携わったmilktubのベストアルバム『milktub 15th ANNIVERSARY BEST ALBUM BPM200 ROCK'N'ROLL SHOW』に本作の歌い手4人がゲストボーカルとして、作曲を担当したnishi-kenがmilktub自身の新曲に作曲・編曲として参加している。

## スタッフ
- 歌い手：平野綾、加藤英美里、福原香織、遠藤綾
- プロデューサー：斎藤滋 （Lantis）
- エンジニア：浅野浩伸、奥田基樹、森田信之
- スタジオ：マジックガーデン
- 原画：堀口悠紀子
- 彩色：三浦理奈
- 背景：田村せいき
- デザイン：オーバードライブデザイン
- 宣伝：松村起代子、鈴木めぐみ、岩下由希恵 （Lantis)
- 販促：木戸健介、杉谷恵美 （Lantis)
- デスク：山崎彩、濵田邦子 （Lantis)
- サンクス：らっきー☆ぱらだいす、角川書店、京都アニメーション
- エグゼクティブスーパーバイザー：伊藤善之
- エグゼクティブプロデューサー：井上俊次 (Lantis)

## リミックスバージョン

### もってけ!セーラーふくRe-Mix001〜7 burning Remixers〜
「もってけ!セーラーふくRe-Mix001〜7 burning Remixers〜」（もってけ!セーラーふく リミックスゼロゼロワン セブンバーニング・リミキサーズ）は、2007年8月8日にLantisから発売された、テレビアニメ『らき☆すた』オープニングテーマをリミックスしたシングル。外部アーティストによる7曲が収録されている。

#### 概要
2007年5月23日に発売され、ヒットを記録した「もってけ!セーラーふく」をリミックスした楽曲を収録したシングル。「MADとは違うのだよ、MADとは!! 弾幕薄いよ! 7トラック集結!」が本作のキャッチコピーとなっている。
斎藤滋曰く、「ファンの皆さんが、自分の家でリミックスを作る時代。リミックスって無限にやりようがあるのが面白い!ってことで、本職の方々に思いっきりやってもらおう!」ということで企画されたのが本作である。また、「もってけ!セーラーふく」の作曲を担当した神前暁は、「『原曲が既にリミックス的な性格を帯びているので、やりにくいのではないだろうか?』と心配したのだが、全くの杞憂であった」と語っている。
なお、リミキサーのeicheph・baasjack・名無しさんはそれぞれ別名義になっているが、これらは全て深澤秀行の変名で、同一人物である。
全7曲収録となっており、シングルとして扱われているものの、実質的にはミニアルバム並みの多さとなっている。なお、価格は4曲入り（うち2曲はインストゥルメンタル）だった前作と同じ1200円となっており、比較的廉価での発売となった。
オリコン週間チャートでは初登場3位となり、2作連続でトップ3入りを記録。週間チャートでの最終的な枚数は60,859枚で、『らき☆すた』関連CDとしてはオリジナル盤に次ぐ2位の売り上げを記録している。なお、オリコンでは一連のシングルがいずれも高い売り上げを記録した現象を「らき☆すた旋風」と称して紹介している。ただし、COUNT DOWN TVではリミックス盤の作品はランキング対象外となるため、紹介されなかった。（Re-Mix002も同様）
なお、歌い手の4人の他に白石稔が「もってけ!セーラーふく【祭みっくす!】」にスペシャルゲストとして出演している。

#### 収録曲
1. もってけ!セーラーふく【調子こいて玉砕ミックス】 [4:15]
作詞：畑亜貴、作曲：神前暁、編曲：eicheph
2. もってけ!セーラーふく【メタボ対策Mix】 [3:40]
作詞：畑亜貴、作曲：神前暁、編曲：来兎
3. もってけ!セーラーふく【中の人on the floor mix】 [5:27]
作詞：畑亜貴、作曲：神前暁、編曲：bassjack
4. もってけ!セーラーふく【-うんだかだ〜教の野望-】 [6:14]
作詞：畑亜貴、作曲：神前暁、編曲：柏森進@MOSAIC.WAV
5. もってけ!セーラーふく【グルコサミっくす】 [3:28]
作詞：畑亜貴、作曲：神前暁、編曲：名無しさん
6. もってけ!セーラーふく【祭りみっくす!】 [6:14]
作詞：畑亜貴、作曲：神前暁、編曲：小池雅也@4-EVER
7. もってけ!セーラーふく【青春orzミックス】 [6:15]
作詞：畑亜貴、作曲：神前暁、編曲：eicheph

#### 曲解説
もってけ!セーラーふく【調子こいて玉砕ミックス】
実質的なA面曲として扱われている。
もってけ!セーラーふく【メタボ対策Mix】
原曲の歌詞をほぼそのままで、高速にリミックスした曲。
もってけ!セーラーふく【中の人on the floor mix】

もってけ!セーラーふく【-うんだかだ〜教の野望-】
収録時間が6分を超えており、本作の中で一番長い。
もってけ!セーラーふく【グルコサミっくす】
原曲の間奏で歌い手の4人が喋っていた台詞をBGMに乗せた楽曲。タイトルにある「グルコサミン（グルコサミ）」は、高良みゆきが台詞の中で話題にしている言葉である。
もってけ!セーラーふく【祭みっくす!】
白石稔がスペシャルゲストとして出演しており、「谷口です!」の台詞から曲が始まる。なお、「谷口」とは白石が声優を務めた、『涼宮ハルヒの憂鬱』に登場するキャラクターの名前で、この楽曲の他にも「恋のミノル伝説 -完全版-」の歌詞等で登場している。また、間奏では白石がスタッフに未だに「谷口」の名で呼ばれることに対する愚痴をこぼしている。
もってけ!セーラーふく【青春orzミックス】
神前暁が「好み」として挙げている楽曲で、原曲の最後のサビのコーラスの歌詞が聞ける。

#### スタッフ
- All songs words by 畑亜貴
- All songs music by 神前暁
- Featuring ： 泉こなた（平野綾）、柊かがみ（加藤英美里）、柊つかさ（福原香織）、高良みゆき（遠藤綾）
- Special Guest ： 白石みのる（白石稔）
- Director ： 佐藤純之介
- Executive Director ： 斎藤滋 （Lantis）
- Executive Producer ： 伊藤善之
- Track Producer ： 深澤秀行 [01,03,05,07]、来兎（風葉）[02]、柏森進 [04]、小池雅也 [06]
- Illustrated by 堀口悠紀子
- Painted by 三浦理奈
- Design ： OverDriveDesign
- Promotion ： 松村起代子、鈴木めぐみ、岩下由希恵 (Lantis)
- Sales Promotion ： 杉谷恵美 (Lantis)
- Desk ： 山﨑彩、濱田邦子 (Lantis)
- Thanks ： らっきー☆ぱらだいす、角川書店、京都アニメーション
- Special Thanks ： sham.studio、aprights

### らき☆すたRe-Mix002〜『ラキスタノキワミ、アッー』【してやんよ】〜
「らき☆すたRe-Mix002〜『ラキスタノキワミ、アッー』【してやんよ】〜」（-リミックスゼロゼロツー-）は、2007年12月2日にランティスから発売された、テレビアニメ『らき☆すた』オープニングテーマをリミックスしたシングル。外部アーティストによる6曲が収録されている。

#### 概要
『もってけ!セーラーふくRe-Mix001 〜7 burning Remixers〜』に続く、「もってけ!セーラーふく」のリミックスシングル第2弾。
本作ではメインタイトルを前作までの「もってけ!セーラーふく」から「らき☆すた」に変更し、「もってけ!セーラーふく」のリミックスバージョンのみの収録だった前作に対して、JAM Projectがカバーした「JAMがもってった!セーラーふく」や、『らき☆すた』関連の楽曲を組曲化した「組曲「らき☆すた動画」」が「らき☆すたのみんな」名義で収録されるなど、新しい試みがなされている。なお、この2曲は公式サイト等でも「JAM Project参戦! 神前暁、「組曲」で種割れ!」をキャッチコピーに、宣伝がなされていた。また、歌詞カードに各収録曲のライナーノーツが記載されており、これも前作までには無かったものである。
CDのクレジット欄では前作までと同じ表記だが、オリコンでは前述した他歌手名義による2曲が収録された影響で、歌手名が前作までの4人に「JAM Project」「らき☆すたのみんな」を加えた計6組の表記でランクインしている。
なお、「組曲「らき☆すた動画」」で「もってけ!セーラーふく」の作曲を務めた神前暁が初めてリミックスシングルの楽曲を担当しているが、前作発売時に神前は「もしRe-Mix002が出るのであれば、是非とも参戦してみたい」と語っており、本作でそれが実現したことになった。
オリコン週間チャートでは初登場5位を記録。3作連続のトップ3入りはならなかったが、デイリーチャートの最高位では3作中最も高い2位を記録しており、2007年12月26日発売の新譜勢の中では最高の売り上げを記録した。また、2008年1月21日付週間チャートではデイリー最高25位にもかかわらず週間6位を記録するという珍しい推移を見せ、『らき☆すた』関連CDとしては最長の3週連続トップ10入り（ただし、1・2週目は合算週）を達成。しかし、6位ランクイン時の売り上げは6,008枚と非常に少なく、6位の売り上げとしては歴代最低という不名誉記録も同時に達成した。週間チャートでの最終的な枚数は39,573枚で、『らき☆すた』関連CDとしてはシングルとして3位、アルバムを含めても4位の売り上げを記録している。
また、前作に引き続き、「もってけ!セーラーふく EX.Motte[k]remix」「もってけ!セーラーふく Bak-Bak-Bakoon!! mix」で白石稔がスペシャルゲストとして出演している。

#### 収録曲
1. JAMがもってった!セーラーふく [4:16]
歌：JAM Project
作詞：畑亜貴、作曲・編曲：神前暁
2. もってけ!セーラーふく EX.Motte[k]remix [4:57]
作詞：畑亜貴、作曲：神前暁、編曲：TECHNOBOYS PULCRAFT GREEN-FUND
3. もってけ!ニーソックス [5:41]
作詞：畑亜貴、作曲：神前暁、編曲：A-bee
4. もってけ!セーラーふく Electro 乙女ちっく mix[5:51]
作詞：畑亜貴、作曲：神前暁、編曲：Ryosuke Nakanishi、a.k.a. r-midwest
5. もってけ!セーラーふく Bak-Bak-Bakoon!! mix [5:21]
作詞：畑亜貴、作曲：神前暁、編曲：Ryosuke Nakanishi、a.k.a. r-midwest
6. 組曲「らき☆すた動画」 [15:31]
歌：らき☆すたのみんな[18]
作詞：畑亜貴、作曲：神前暁、nishi-ken、白石稔、綾原圭二、とものかつみ、菊谷知樹、田代智一、金井江右、編曲：神前暁

#### 曲解説
JAMがもってった!セーラーふく
JAM Projectが「もってけ!セーラーふく」をカバーした楽曲。他歌手が「もってけ!セーラーふく」をカバーし、CD化するのは白石稔が「曖昧サンシャインVer.」として『白石みのるの男のララバイ』に収録されて以来となる。なお、オリコンでは本作は『TVアニメ『らき☆すた』らき☆すたRe-Mix002〜『ラキスタノキワミ、アッー』【してやんよ】〜（JAMがもってった!セーラーふく）』と表記され、この曲が実質的なA面曲として扱われている。また、音楽番組で本作がランキングに登場した際もこの曲が流れている。
もってけ!セーラーふく EX.Motte[k]remix
TECHNOBOYS PULCRAFT GREEN-FUNDがリミックスを担当。エレクトロニカ調に仕上がっている。なお、前作収録の「もってけ!セーラーふく【祭みっくす!】」に続き、白石稔がスペシャルゲストとして出演しており、曲中でセーラー服について熱弁をふるっている
もってけ!ニーソックス
A-beeがリミックスを担当。「もってけ!セーラーふく」と「かえして!ニーソックス」を融合させた楽曲。
もってけ!セーラーふく Electro 乙女ちっく mix
中西亮輔がリミックスを担当。ニューレイブの要素を取り入れた、ダンスミュージックに仕上がっている。
もってけ!セーラーふく Bak-Bak-Bakoon!! mix
r-midwestがリミックスを担当。曲中にて歌い手の4人が身内のネタを語っており、「もってけ!セーラーふく EX.Motte[k]remix」と同じく白石稔が出演している。
組曲「らき☆すた動画」
『らき☆すた』関連の楽曲（アニメ内BGM含む）を組曲化した楽曲で、「もってけ!セーラーふく」の作曲を務めた神前暁が初めてリミックスシングルの楽曲を担当している。再生時間は15分を超え、この影響で前作より収録曲が1曲少ないにもかかわらず、収録時間は約7分長くなっている。
なお、曲中に含まれる「俺の忘れ物 -完全版-」「かおりんのテーマ -完全版-」「恋のミノル伝説 -完全版-」は白石稔（正確には「白石みのる」名義）が、「Gravity」は神前暁が作詞した楽曲だが、何故か作詞にクレジットされていない（作曲にはされている）。
タイトルに「動画」の文字が付いているが、CD EXTRAなどは使用しておらず、曲のみの収録で、このようなタイトルになったのは、神前暁がリスペクトの気持ちを込めると共に、不退転の覚悟と、勝利したいという想いを表したかったためである。
カラオケはDAMでのみ配信されている。JOYSOUNDではカラオケの仕様上、配信が行えない状況である。
楽曲構成
| 曲順     | 楽曲名                          | 初出                                                        |
| 01       | もってけ!セーラーふく           | もってけ!セーラーふく                                       |
| 02       | フンフンフン♪だよ、らき☆すた    | DVD『らき☆すた 1』特典                                      |
| 03       | 寝・逃・げでリセット!           | らき☆すた キャラクターソング Vol.003 柊つかさ               |
| 04       | こすぷれノこころえ              | らき☆すた キャラクターソング Vol.008 パトリシア・マーティン |
| 05       | ぶっぶぶっぶぶーだね、らき☆すた | DVD『らき☆すた 6』特典                                      |
| 06       | コスって!オーマイハニー         | コスって!オーマイハニー                                     |
| 07       | バンガスター                    | DVD『らき☆すた 5』特典                                      |
| 08       | 俺の忘れ物 -完全版-             | 白石みのるの男のララバイ                                    |
| 09       | かおりんのテーマ -完全版-       | 白石みのるの男のララバイ                                    |
| 10       | 恋のミノル伝説 -完全版-         | 白石みのるの男のララバイ                                    |
| 11       | Gravity                         | DVD『らき☆すた 3』特典                                      |
| 12       | 愉快だね、らき☆すた             | DVD『らき☆すた 2』特典                                      |
| 13       | みにまむテンポ                  | らき☆すた キャラクターソング Vol.005 小早川ゆたか           |
| 14       | みなみのテーマ                  | DVD『らき☆すた 8』特典                                      |
| 15       | 幸せ願う彼方から                | らき☆すた キャラクターソング Vol.011 かなたとそうじろう     |
| 16       | ゆたかのテーマ                  | DVD『らき☆すた 7』特典                                      |
| 17       | どんだけファンファーレ          | らき☆すた キャラクターソング Vol.001 泉こなた               |
| 18       | 三十路岬                        | 三十路岬                                                    |
| 19       | こなたのテーマ                  | DVD『らき☆すた 1』特典                                      |
| 20       | 曖昧ネットだーりん              | 曖昧ネットだーりん                                          |
| 21       | も、妄想マシーン。              | らき☆すた キャラクターソング Vol.007 田村ひより             |
| 22       | 軽やかだよ、らき☆すた           | DVD『らき☆すた 4』特典                                      |
| 23       | 萌え要素ってなんですか?         | らき☆すた キャラクターソング Vol.004 高良みゆき             |
| 24       | 悠長戦隊ダラレンジャー          | コスって!オーマイハニー                                     |
| 25       | マッシー&マーロー               | DVD『らき☆すた 2』特典                                      |
| 26       | ケンカ予報の時間だよ            | らき☆すた キャラクターソング Vol.002 柊かがみ               |
| 27       | センチメンタル修学旅行          | DVD『らき☆すた 11』特典                                     |
| 28       | 黙っと休み時間                  | らき☆すた キャラクターソング Vol.006 岩崎みなみ             |
| 29       | 柊四姉妹                        | DVD『らき☆すた 9』特典                                      |
| 30       | かえして!ニーソックス           | もってけ!セーラーふく                                       |
| 31（01） | もってけ!セーラーふく           | もってけ!セーラーふく                                       |

#### スタッフ
- All songs words by 畑亜貴
- All songs music by 神前暁
- Featuring ： 泉こなた（平野綾）、柊かがみ（加藤英美里）、柊つかさ（福原香織）、高良みゆき（遠藤綾）
- Special Guest ： 白石みのる（白石稔）
- Director ： 佐藤純之介 （Lantis）
- Executive Director ： 斎藤滋 (Lantis）
- Executive Producer ： 伊藤善之
- Illustrated by 堀口悠紀子
- Painted by 下浦亜弓、米田侑加
- Design ： OverDriveDesign
- Promotion ： 松村起代子、鈴木めぐみ、岩下由希恵 (Lantis)
- Sales Promotion ： 杉谷恵美 (Lantis)
- Desk ： 山﨑彩、濱田邦子 (Lantis)
- Thanks ： らっきー☆ぱらだいす、角川書店、京都アニメーション
- Special Thanks ： aprights

### らき☆すた Re-Mix003 ～原作刊行20周年始まるザマスよ、いくでガンス、フンガーLP～
「らき☆すた Re-Mix003 ～原作刊行20周年始まるザマスよ、いくでガンス、フンガーLP～」（-リミックスゼロゼロスリー げんさくかんこうにじゅっしゅうねんはじまるザマスよ いくでガンス フンガーエルピー）は、2024年1月31日にランティスから発売された、テレビアニメ『らき☆すた』オープニングテーマをリミックスした配信限定シングル。外部アーティストによる8曲が収録されている。

#### 概要
『もってけ!セーラーふくRe-Mix001 〜7 burning Remixers〜』と『らき☆すたRe-Mix002〜『ラキスタノキワミ、アッー』【してやんよ】〜』から16年ぶりの、「もってけ!セーラーふく」のリミックスシングル第3弾。
『TVアニメ『らき☆すた』オリジナルサウンドトラック』と同時配信された。

本作のテーマは「クラブサウンド」と「『らき☆すた』への愛」。
原作刊行 20 周年を記念して製作された。
プロデュースは秋葉原音楽シーンの聖地「秋葉原MOGRA」が担当しており、他にもAiobahnやD.watt、kzなどの豪華トラックメイカーも参加している。
また、本作の配信開始と同時に『らき☆すた』の関連楽曲がサブスク解禁された。。

#### 収録曲
1. もってけ！セーラーふく (Aiobahn "The End of 21st Century" Remix) [5:04]
作詞：畑亜貴、作曲：神前暁、編曲：Aiobahn
2. Gravity (Pa's Lam System Remix) [2:55]
歌：m.o.e.v
作詞・作曲：神前暁、編曲：Pa's Lam System
3. 最大聖地カーニバル (Kijibato "Akiba Maxima" Remix) [5:36]
歌：パトリシア・マーティン（ささきのぞみ）
作詞：畑亜貴、作曲：神前暁、編曲：Kijibato
4. 寝・逃・げでリセット！ (y0c1e from T.R Remix)[4:27]
歌：柊つかさ（福原香織）
作詞：畑亜貴、作曲：ISAO、編曲：y0c1e
5. かえして！ニーソックス (D.watt HYPERKNEESO Remix) [4:34]
作詞：畑亜貴、作曲：nishi-ken、編曲：D.watt
6. 寝・逃・げでリセット！ (ツカサナニカ-Go-qualia Remix)[4:32]
作詞：畑亜貴、作曲：ISAO、編曲：Go-qualia
7. 幸せ願う彼方から (kz Remix) [5:43]
歌：泉かなた（島本須美）
作詞：畑亜貴、作曲：神前暁、編曲：kz
8. もってけ！セーラーふく (R・O・N Remix) [3:43]
作詞：畑亜貴、作曲：神前暁、編曲：R・O・N

#### 曲解説
もってけ！セーラーふく (Aiobahn "The End of 21st Century" Remix)
Aiobahnがリミックスを担当。
Gravity (Pa's Lam System Remix)
Pa's Lam Systemがリミックスを担当。
最大聖地カーニバル (Kijibato "Akiba Maxima" Remix)
Kijibatoがリミックスを担当。
寝・逃・げでリセット！ (y0c1e from T.R Remix)
y0c1eがリミックスを担当。
かえして！ニーソックス (D.watt HYPERKNEESO Remix)
D.wattがリミックスを担当。
寝・逃・げでリセット！ (ツカサナニカ-Go-qualia Remix)
Go-qualiaがリミックスを担当。
幸せ願う彼方から (kz Remix)
kzがリミックスを担当。
もってけ！セーラーふく (R・O・N Remix)
R・O・Nがリミックスを担当。

## その他のカバー
- 白石みのる（白石稔） - 『らき☆すた』第17話エンディングテーマ。「曖昧サンシャインVer.」としてカバー。『白石みのるの男のララバイ』に収録。
- 石田燿子 - 『Hyper Yocomix 3』（2008年6月25日発売）に収録。
- でんぱ組.inc - 2011年3月2日発売のアルバム『JOYSOUND presents アニソントランス ラボラトリー 〜ファースト レポート〜』に収録。
- 流田Project - 3rdカバーアルバム『流田PPP』（2012年8月8日発売）に収録。
- 周防パトラ & 鈴原るる - 2020年10月24日配信販売のアルバム『IMAGINATION vol.3』に収録。2020年12月23日にはCDが限定販売された。
- ハロー、ハッピーワールド!［弦巻こころ（伊藤美来）］×戸山香澄（愛美）×市ヶ谷有咲（伊藤彩沙）×若宮イヴ（秦佐和子） - ゲーム『バンドリ! ガールズバンドパーティ!』に収録（2022年12月31日追加）[22]。